# Seleção Chinesa de Futebol Feminino
A Seleção Chinesa de Futebol Feminino representa a China nas competições de futebol feminino da FIFA.

## História
É uma das principais potências do futebol feminino. Venceu a Copa da Ásia Feminina em 1986, 1989, 1991, 1993, 1995, 1997, 1999, 2006. Na Copa do Mundo foi 2ª colocada em 1999 e 4ª colocada em 1995. Em 2007, no Mundial realizado em seu território, não foi muito bem sendo desclassificada pela Noruega nas quartas-de-finais e ficando em 5º lugar.
Nos Jogos Olímpicos, conquistou a medalha de prata em 1996 ao perder a final para os Estados Unidos. Nas Olimpíadas de 2008, quem foram realizados em sua capital, Pequim, embora fosse uma das favoritas à medalha de ouro, não foi bem na competição sendo eliminada nas quartas-de-final .
Na Universíada, conquistou a medalha de ouro em 1993 e obteve uma de prata em 2005 e uma de bronze em 2003
Participou por duas vezes como convidada do Torneio Internacional de Futebol Feminino: São Paulo em 2009 e Brasília em 2014 conquistando o terceiro lugar nas duas participações.

## Títulos
- Copa da Ásia Feminina: 1986, 1989, 1991, 1993, 1995, 1997, 1999, 2006
- Universíada: medalha de ouro: 1993

## Campanhas de destaque
- Copa do Mundo de Futebol Feminino
  - 2º lugar - 1999
  - 4º lugar - 1995
- Jogos Olímpicos
  - medalha de prata - 1996
- Copa do Mundo de Futebol Feminino Sub-20
  - 2º lugar - 2004, 2006
- Universíada
  - medalha de prata - 2005
  - medalha de bronze - 2003
- Jogos da Boa Vontade
  - medalha de prata - 1998
- Torneio Internacional de Futebol Feminino
  - 3º lugar em 2009 e 2014

## Principais jogadoras
- Ma Xiaoxu
- Sun Wen